# Cordia platythyrsa
Cordia d'Afrique de l'Ouest
Espèce
Classification phylogénétique
Cordia platythyrsa, le Cordia d'Afrique de l'Ouest, est une espèce de grands arbres de la famille des Ehretiaceae selon la classification classique, ou de celle des Boraginaceae selon la classification phylogénétique.
Originaire d'Afrique occidentale et centrale. L'exploitation est modérée et le statut actuel de l'espèce menacée doit être surveillé. La plante est classée comme « vulnérable » dans la Liste rouge de l'UICN des espèces menacées (1998).

## Distribution
Ce taxon se rencontre au Cameroun, en Côte d'Ivoire, au Ghana, au Liberia, au Nigeria et en Sierra Leone.

## Noms vernaculaires
- Cameroun : Ebe ou Mukumari ;
- Gabon : Ebe ou Mukumari ;
- Ghana : Tweneboa ;
- Nigeria : Omo.

## Description
Cordia platythyrsa est un arbre atteignant souvent plus de 30 m de haut. Le fût est avec ou sans contreforts, cylindrique et mesure jusqu'à 90 cm de diamètre. Il est rarement droit, changeant de direction à chaque verticille persistant lorsqu'il est jeune, ce qui entraîne un fût irrégulier chez les vieux arbres. Il peut être non ramifié jusqu'à 12 m, bien qu'il soit souvent peu ramifié
.
Les fleurs sont disposées en larges inflorescences en forme de parapluie et à poils fins.

## Utilisation
L'arbre est récolté dans la nature pour son bois de bonne qualité qui est utilisé localement et également exporté.
Le bois de cœur est pâle, brun doré à brun moyen parfois avec une teinte rosée, la bande d'aubier est large de 4 à 6 cm. La texture est moyenne à grossière. Lorsqu'il n'est pas séché, le bois est aromatique. Il est léger, doux à très doux, modérément durable, mais résistant à la fois aux attaques de champignons et d'insectes. Le bois est apprécié pour la fabrication de meubles de grande classe, étant considéré comme un substitut possible à l'acajou. Il est traditionnellement utilisé pour fabriquer des tambours tels que les djembes, des canots, des sièges d'ornement et des articles domestiques. Au Cameroun, le bois est utilisé pour les touches des xylophones fabriqués localement.
La plante est aussi utilisée localement comme médicament. Il est parfois cultivé en haie, et il est souvent planté comme arbre d'ombrage dans les villages, notamment en Côte d'Ivoire.

## Systématique
Le nom correct complet (avec auteur) de ce taxon est Cordia platythyrsa Baker.
Cordia platythyrsa a pour synonymes :
- Cordia candidissima A.Chev.
- Cordia candidissima A.Chev. ex Hutch. & Dalziel
- Cordia odorata Gürke
- Cordia populifolia Baker
- Gerascanthus populifolius (Baker) Borhidi